# Мешко, Нина Константиновна
Нина Константиновна Мешко́ (31 мая 1917 — 9 октября 2008) — советский российский хормейстер, композитор, педагог, публицист, деятель народного искусства. Народная артистка СССР (1980). Лауреат Государственной премии РСФСР имени М. И. Глинки (1968).

## Биография
Нина Мешко родилась 18 (31) мая 1917 года в деревне Малахово (ныне Ржевский район Тверской области, Россия) в семье сельских учителей. 
С раннего детства росла в атмосфере любви к музыке и пению. У мамы, Александры Васильевны, был замечательный голос, а отец, Константин Иванович, не только руководил школьным хором, но и любил петь в местной церкви. В их доме по субботам и воскресеньям собирались любители пения.
Начальное музыкальное образование получила в Музыкальном училище им. Октябрьской революции (ныне Московский государственный институт музыки имени А. Г. Шнитке) в Москве, а затем, в 1945 году окончила дирижёрско-хоровой факультет Московской консерватории им. Чайковского по классу Н. М. Данилина.
В годы войны находилась в эвакуации в Бугульминском районе Татарской АССР, работала в колхозе «Колхозный путь».
С 1945 года занималась педагогической работой и руководила хоровыми коллективами художественной самодеятельности в Москве и Московской области.
В 1954 году создала народный хор Московской области при МОДНТ, который в 1957 году стал лауреатом Всесоюзного конкурса на Международном фестивале молодежи и студентов в Москве.
С 1956 по 1960 год — хормейстер Академического хора русской песни Гостелерадио СССР (ныне Академический хор русской песни «Песни России» Российского государственного музыкального телерадиоцентра). В те же годы вела индивидуальные занятия по вокалу с хористами, в том числе и с Л. Г. Зыкиной.
С 1960 года и до конца жизни — художественный руководитель Государственного академического Северного русского народного хора. Приняв руководство от основателя хора и собственного учителя А. Я. Колотиловой, открыла новую страницу в жизни хора, связанную с дальнейшим развитием художественных традиций. По её инициативе при хоре создана постоянная хоровая студия, а с 1974 года — фольклорная группа. 
С началом её руководства, хор также вышел на широкую международную арену. За это время (с 1961 года) хор становился лауреатом Всесоюзных и Всероссийских смотров, Международного конкурса фольклора в Тунисе, обладателем золотой медали Магдебургского фестиваля в ГДР.
Автор многих аранжировок, переложений, музыкальных обработок русских народных песен, а также оригинальных песенных произведений, исполняемых Северным хором. Автор поэмы «Заклинание о земле русской» на стихи М. А. Волошина.
Вела педагогическую деятельность. В 1945—1958 годах преподавала в Московском городском музыкально-педагогическом училище, с 1969 — в Государственном музыкально-педагогическом институте им. Гнесиных (ныне Российская академия музыки имени Гнесиных), где с 1986 года заведовала кафедрой хорового и сольного народного пения. С 1982 года — профессор. Среди её учеников: Л. Зыкина, художественный руководитель Волжского народного хора А. Носков, художественный руководитель Государственного ансамбля Донских казаков А. Квасов, руководитель ансамбля «Русская песня» Н. Бабкина, исполнители русских народных песен Л. Рюмина, Н. Кадышева, Т. Петрова, Г. Егорова.
Избиралась заместителем председателя правления Всероссийского хорового общества (ныне Русское музыкальное общество), а в 1973 году ей было присвоено звание Почётного члена этого общества. С 1982 года была постоянной ведущей программы народного творчества «Родники» на Центральном телевидении. 
Принимала деятельное участие в постановке первой фольк- оперы в России «Северный сказ» композитора Т.Г. Смирновой по мотивам сказов Бориса Шергина для народных солистов,хора и ОРНИ. Премьера прошла в 1989г. на международном фестивале «Московская осень».                                                                                                                                    Автор статей по вопросам музыкального искусства, книг «Искусство народного пения», «Искусство и ремесло», фильма-пособия «Постановка народного голоса», методических разработок, учебных программ. Автор очерков о Н. М. Данилине, А. В. Мосолове, А. Я. Колотиловой, «Песни русского севера» и др. Составитель монографии «А. В. Мосолов. Статьи и воспоминания» и репертуарных сборников. 
Автор слов и музыки гимна Архангельской области, утверждённого Архангельским областным Собранием депутатов 31 октября 2007 года.
Скончалась 9 октября 2008 года в Архангельске на 92-м году жизни. Прощание прошло 11 октября в Архангельске в здании Северного русского народного хора, после чего гроб с телом покойной был доставлен в Москву. 13 октября 2008 года состоялась церемония прощания в Большом концертном зале Российской Академии музыки имени Гнесиных в Москве, после которой артистка была похоронена на Введенском кладбище Москвы (18 уч.).

## Память

Мемориальная доска Нине Мешко на здании жилого дома по адресу Новинский бульвар, 18

- 8 октября 2010 года в Архангельске прошёл I Всероссийский фестиваль народного искусства имени народной артистки СССР, бывшего художественного руководителя Государственного академического Северного русского народного хора Н. К. Мешко[11].
- 9 октября 2010 года на здании Северного народного хора, в память об артистке установили мемориальную доску[12].
- 23 ноября 2017 года на здании жилого дома (г. Москва, Новинский бульвар, стр. 18), в котором Н. К. Мешко прожила с 1983 по 2008 год, установлена мемориальная доска (скульптор — Василий Селиванов)[13].

## Звания и награды
- Заслуженный деятель искусств РСФСР (1969)[14]
- Народная артистка РСФСР (1976)
- Народная артистка СССР (1980)
- Государственная премия РСФСР имени М. И. Глинки (1968) — за концертные программы (1966—1967)
- Премия Правительства Российской Федерации в области культуры (2008) (посмертно) — за создание сценической постановки «Календарные народные поморские праздники», направленной на сохранение традиционной северной вокальной культуры[15]
- Орден Ленина (1987)
- Орден «За заслуги перед Отечеством» IV степени (25 августа 1997 года)[16]
- Международная премия «За Веру и Верность» (2005, Фонд Святого Всехвального апостола Андрея Первозванного) — за развитие искусства русской песни как одного из важнейших источников духовной и нравственной силы России[17]
- Международный орден «Крылатого Льва» — за выдающиеся заслуги в деле возрождения Отечества
- Знак «Общественное признание»
- Знак «Достояние Севера»
- Почётный гражданин Архангельска (2002)[18]
- Почётный гражданин Парижа[3][19].